# Automolus lammi
El ticotico de Pernambuco (Automolus lammi) es una especie de ave paseriforme de la familia Furnariidae, perteneciente al género Automolus. Es endémica de los bosques del noreste de Brasil.

## Distribución y hábitat
Se distribuye en una limitada región del litoral del noreste de Brasil, desde Paraíba hacia el sur, en los estados de Pernambuco, Alagoas, Sergipe, hasta el extremo noreste de Bahía.
Esta especie es considerada escasa y local en su hábitat natural, las selvas húmedas de la Mata Atlántica de tierras bajas y estribaciones montañosas, y los crecimientos secundarios altos, entre el nivel del mar y 550 m de altitud.

## Estado de conservación
El ticotico de Pernambuco ha sido considerado como amenazado de extinción por la Unión Internacional para la Conservación de la Naturaleza (IUCN) debido a que su pequeña población, estimada entre 1000 y 2500 individuos maduros, se encuentra severamente fragmentada y en decadencia debido a la pérdida de hábitat.  

## Sistemática

### Descripción original
La especie A. lammi fue descrita por primera vez por el ornitólogo estadounidense John Todd Zimmer en 1947 bajo el nombre científico de subespecie Automolus leucophthalmus lammi; su localidad tipo es: «Recife, Pernambuco, Brasil».

### Etimología
El nombre genérico masculino «Automolus» deriva del griego «αυτομολο automolos»: desertor; y el nombre de la especie «lammi», conmemora al diplomático estadounidense Donald Wakeham Lamm (1914-1996).

### Taxonomía
Hasta recientemente, era considerado una subespecie del ticotico ojo blanco (Automolus leucophthalmus) pero fue separada con base en significativas diferencias de vocalización y algunas diferencias de plumaje. La separación fue aprobada en la Propuesta N° 369 al Comité de Clasificación de Sudamérica (SACC). Es monotípica.